# Chetilla (distrito)

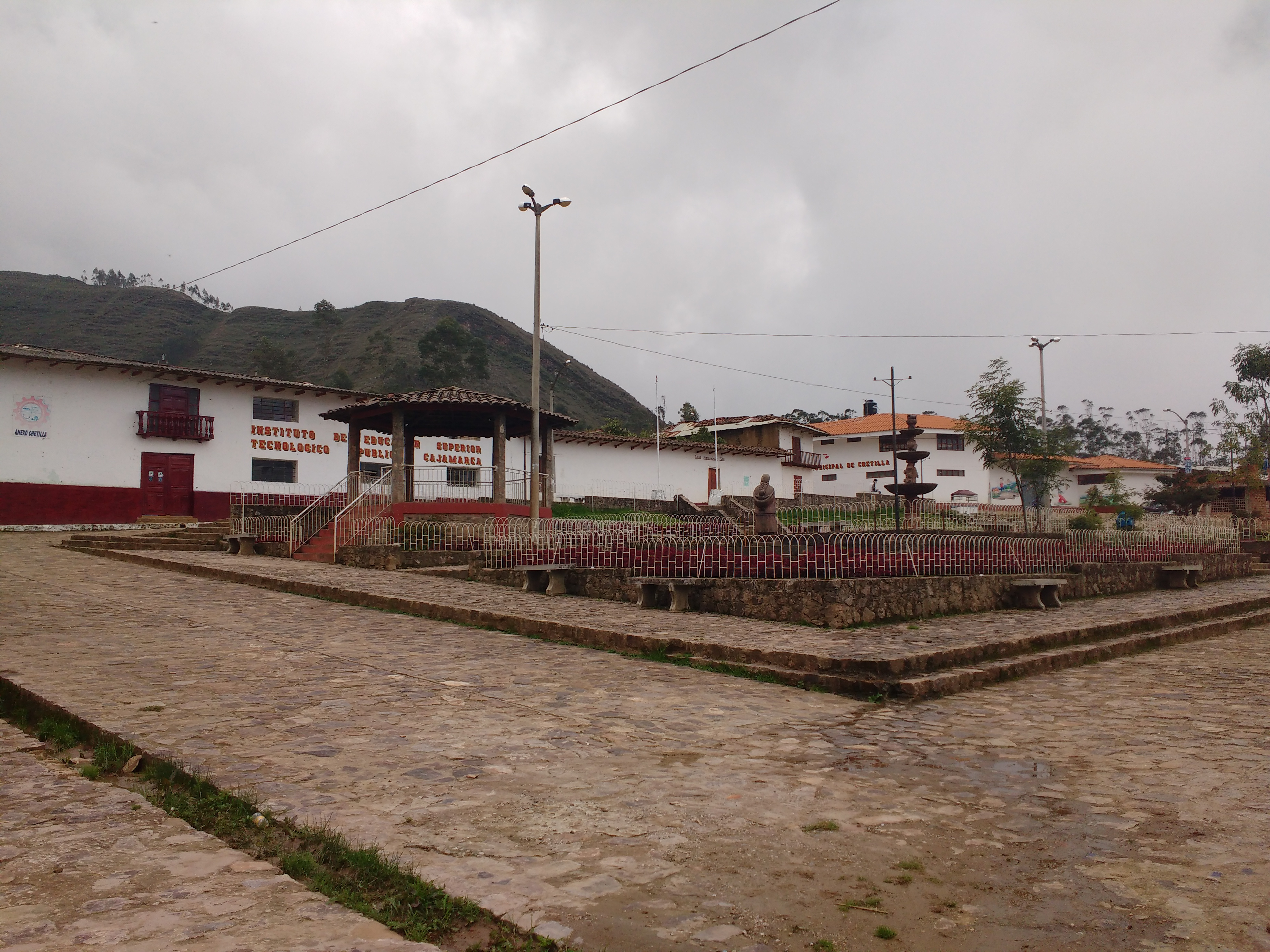
Praça principal do centro da cidade de Chetilla em Cajamarca, vista de norte a sul.

Chetilla é um distrito do Peru, departamento de Cajamarca, localizada na província de Cajamarca.

## Transporte
O distrito de Chetilla não é servido pelo sistema de estradas terrestres do Peru.